# Abermule
Abermule est un village du comté de Powys au pays de Galles.
Sa population était de 900 habitants en 2011.
Un accident de chemin de fer s'y est produit le 26 janvier 1921, faisant 17 morts.